# Zelotes (aranya)
|  | Per a altres significats, vegeu «Zelotes». |

Zelotes és un gènere d'aranyes araneomorfes de la família dels gnafòsids (Gnaphosidae). Fou descrita per primera vegada l'any 1848 per Johannes von Nepomuk Franz Xaver Gistel.
És un gènere cosmopolita. Les espècies d'aquest gènere es troben arreu del món, en tots els continents excepte als pols.

## Taxonomia
Segons el World Spider Catalog, versió 19.5 del 02 de novembre de 2018, hi ha unes 400 espècies acceptades:
- Zelotes abdurakhmanovi Ponomarev, 2018
- Zelotes acapulcoanus Gertsch & Davis, 1940
- Zelotes acarnanicus Lissner & Chatzaki, 2018
- Zelotes adderet Levy, 2009
- Zelotes aeneus (Simon, 1878)
- Zelotes aerosus Charitonov, 1946
- Zelotes aestus (Tucker, 1923)
- Zelotes aiken Platnick & Shadab, 1983
- Zelotes albanicus (Hewitt, 1915)
- Zelotes albomaculatus (O. Pickard-Cambridge, 1901)
- Zelotes alpujarraensis Senglet, 2011
- Zelotes altissimus Hu, 1989
- Zelotes anchoralis Denis, 1958
- Zelotes andreinii Reimoser, 1937
- Zelotes anglo Gertsch & Riechert, 1976
- Zelotes angolensis FitzPatrick, 2007
- Zelotes annamarieae Lissner, 2017
- Zelotes anthereus Chamberlin, 1936
- Zelotes apricorum (L. Koch, 1876)
- Zelotes argoliensis (C. L. Koch, 1839)
- Zelotes aridus (Purcell, 1907)
- Zelotes arnoldii Charitonov, 1946
- Zelotes ashae Tikader & Gajbe, 1976º
- Zelotes asiaticus (Bösenberg & Strand, 1906)
- Zelotes atlanticus (Simon, 1909)
- Zelotes atrocaeruleus (Simon, 1878)
- Zelotes aurantiacus Miller, 1967
- Zelotes azsheganovae Esyunin & Efimik, 1992
- Zelotes babunaensis (Drensky, 1929)
- Zelotes baeticus Senglet, 2011
- Zelotes bajo Platnick & Shadab, 1983
- Zelotes balcanicus Deltshev, 2006
- Zelotes baltistanus Caporiacco, 1934
- Zelotes baltoroi Caporiacco, 1934
- Zelotes bambari FitzPatrick, 2007
- Zelotes banana FitzPatrick, 2007
- Zelotes barbarus (Simon, 1885)
- Zelotes barkol Platnick & Song, 1986
- Zelotes bashaneus Levy, 1998
- Zelotes bassari FitzPatrick, 2007
- Zelotes bastardi (Simon, 1896)
- Zelotes beijianensis Hu & Wu, 1989
- Zelotes berytensis (Simon, 1884)
- Zelotes bharatae Gajbe, 2005
- Zelotes bicolor Hu & Wu, 1989
- Zelotes bifukaensis Kamura, 2000
- Zelotes bifurcutis Zhang, Zhu & Tso, 2009
- Zelotes bimaculatus (C. L. Koch, 1837)
- Zelotes birmanicus (Simon, 1884)
- Zelotes bokerensis Levy, 1998
- Zelotes boluensis Wunderlich, 2011
- Zelotes bozbalus Roewer, 1961
- Zelotes brennanorum FitzPatrick, 2007
- Zelotes broomi (Purcell, 1907)
- Zelotes butarensis FitzPatrick, 2007
- Zelotes butembo FitzPatrick, 2007
- Zelotes calactinus Di Franco, 1989
- Zelotes caldarius (Purcell, 1907)
- Zelotes callidus (Simon, 1878)
- Zelotes cantonensis Platnick & Song, 1986
- Zelotes capensis FitzPatrick, 2007
- Zelotes capiliae Barrion & Litsinger, 1995
- Zelotes caprearum (Pavesi, 1875)
- Zelotes caprivi FitzPatrick, 2007
- Zelotes capsula Tucker, 1923
- Zelotes caracasanus (Simon, 1893)
- Zelotes caspius Ponomarev & Tsvetkov, 2006
- Zelotes cassinensis FitzPatrick, 2007
- Zelotes catholicus Chamberlin, 1924
- Zelotes cayucos Platnick & Shadab, 1983
- Zelotes chandosiensis Tikader & Gajbe, 1976
- Zelotes chaniaensis Senglet, 2011
- Zelotes chinguli FitzPatrick, 2007
- Zelotes chotorus Roewer, 1961
- Zelotes choubeyi Tikader & Gajbe, 1979
- Zelotes cingarus (O. Pickard-Cambridge, 1874)
- Zelotes clivicola (L. Koch, 1870)
- Zelotes coeruleus (Holmberg, 1876)
- Zelotes comparilis (Simon, 1886)
- Zelotes cordiger (L. Koch, 1875)
- Zelotes cordubensis Senglet, 2011
- Zelotes cornipalpus Melic, Silva & Barrientos, 2016
- Zelotes corrugatus (Purcell, 1907)
- Zelotes creticus (Kulczyński, 1903)
- Zelotes criniger Denis, 1937
- Zelotes cruz Platnick & Shadab, 1983
- Zelotes cyanescens Simon, 1914
- Zelotes daidalus Chatzaki, 2003
- Zelotes davidi (Simon, 1884)
- Zelotes davidi Schenkel, 1963
- Zelotes denapes Platnick, 1993
- Zelotes desioi Caporiacco, 1934
- Zelotes devotus Grimm, 1982
- Zelotes discens Chamberlin, 1922
- Zelotes distinctissimus Caporiacco, 1929
- Zelotes doddieburni FitzPatrick, 2007
- Zelotes donan Kamura, 1999
- Zelotes donnanae FitzPatrick, 2007
- Zelotes duplex Chamberlin, 1922
- Zelotes egregioides Senglet, 2011
- Zelotes egregius Simon, 1914
- Zelotes electus (C. L. Koch, 1839)
- Zelotes erebeus (Thorell, 1871)
- Zelotes eremus Levy, 1998
- Zelotes ernsti (Simon, 1893)
- Zelotes erythrocephalus (Lucas, 1846)
- Zelotes eskovi Zhang & Song, 2001
- Zelotes eugenei Kovblyuk, 2009
- Zelotes exiguoides Platnick & Shadab, 1983
- Zelotes exiguus (Müller & Schenkel, 1895)
- Zelotes fagei Denis, 1955
- Zelotes faisalabadensis Butt & Beg, 2004
- Zelotes fallax Tuneva & Esyunin, 2003
- Zelotes femellus (L. Koch, 1866)
- Zelotes flabellis Zhang, Zhu & Tso, 2009
- Zelotes flagellans (L. Koch, 1882)
- Zelotes flavens (L. Koch, 1873)
- Zelotes flavimanus (C. L. Koch, 1839)
- Zelotes flavitarsis (Purcell, 1908)
- Zelotes flexuosus Kamura, 1999
- Zelotes florisbad FitzPatrick, 2007
- Zelotes florodes Platnick & Shadab, 1983
- Zelotes foresta Platnick & Shadab, 1983
- Zelotes fratris Chamberlin, 1920
- Zelotes frenchi Tucker, 1923
- Zelotes fuligineus (Purcell, 1907)
- Zelotes fulvaster (Simon, 1878)
- Zelotes fulvopilosus (Simon, 1878)
- Zelotes funestus (Keyserling, 1887)
- Zelotes fuscimanus (Kroneberg, 1875)
- Zelotes fuscorufus (Simon, 1878)
- Zelotes fuscus (Thorell, 1875)
- Zelotes fuzeta Wunderlich, 2011
- Zelotes gabriel Platnick & Shadab, 1983
- Zelotes gallicus Simon, 1914
- Zelotes galunae Levy, 1998
- Zelotes gattefossei Denis, 1952
- Zelotes gertschi Platnick & Shadab, 1983
- Zelotes geshur Levy, 2009
- Zelotes gladius Kamura, 1999
- Zelotes golanensis Levy, 2009
- Zelotes gooldi (Purcell, 1907)
- Zelotes graecus (L. Koch, 1867)
- Zelotes griswoldi Platnick & Shadab, 1983
- Zelotes grovus Platnick & Shadab, 1983
- Zelotes guineanus (Simon, 1907)
- Zelotes gussakovskyi Charitonov, 1951
- Zelotes gynethus Chamberlin, 1919
- Zelotes haifaensis Levy, 2009
- Zelotes hanangensis FitzPatrick, 2007
- Zelotes haplodrassoides (Denis, 1955)
- Zelotes hardwar Platnick & Shadab, 1983
- Zelotes harmeron Levy, 2009
- Zelotes haroni FitzPatrick, 2007
- Zelotes hayashii Kamura, 1987
- Zelotes helanshan Tang, Urita, Song & Zhao, 1997
- Zelotes helicoides Chatzaki, 2010
- Zelotes helsdingeni Zhang & Song, 2001
- Zelotes henderickxi Bosselaers, 2012
- Zelotes hentzi Barrows, 1945
- Zelotes hermani (Chyzer, 1897)
- Zelotes hirtus (Thorell, 1875)
- Zelotes hispaliensis Senglet, 2011
- Zelotes holguin Alayón, 1992
- Zelotes hospitus (Simon, 1897)
- Zelotes hui Platnick & Song, 1986
- Zelotes humilis (Purcell, 1907)
- Zelotes hummeli Schenkel, 1936
- Zelotes ibayensis FitzPatrick, 2007
- Zelotes icenoglei Platnick & Shadab, 1983
- Zelotes illustris Butt & Beg, 2004
- Zelotes incertissimus Caporiacco, 1934
- Zelotes inderensis Ponomarev & Tsvetkov, 2006
- Zelotes inglenook Platnick & Shadab, 1983
- Zelotes inqayi FitzPatrick, 2007
- Zelotes insulanus (L. Koch, 1867)
- Zelotes insulanus Dalmas, 1922
- Zelotes invidus (Purcell, 1907)
- Zelotes iriomotensis Kamura, 1994
- Zelotes itandae FitzPatrick, 2007
- Zelotes ivieorum Platnick & Shadab, 1983
- Zelotes jabalpurensis Tikader & Gajbe, 1976
- Zelotes jamaicensis Platnick & Shadab, 1983
- Zelotes jocquei FitzPatrick, 2007
- Zelotes josephine Platnick & Shadab, 1983
- Zelotes katombora FitzPatrick, 2007
- Zelotes kazachstanicus Ponomarev & Tsvetkov, 2006
- Zelotes kerimi (Pavesi, 1880)
- Zelotes keumjeungsanensis Paik, 1986
- Zelotes khostensis Kovblyuk & Ponomarev, 2008
- Zelotes kimi Paik, 1992
- Zelotes kimwha Paik, 1986
- Zelotes konarus Roewer, 1961
- Zelotes kulempikus FitzPatrick, 2007
- Zelotes kulukhunus FitzPatrick, 2007
- Zelotes kumazomba FitzPatrick, 2007
- Zelotes kuncinyanus FitzPatrick, 2007
- Zelotes kuntzi Denis, 1953
- Zelotes kusumae Tikader, 1982
- Zelotes laccus (Barrows, 1919)
- Zelotes laconicus Senglet, 2011
- Zelotes laetus (O. Pickard-Cambridge, 1872)
- Zelotes laghmanus Roewer, 1961
- Zelotes lagrecai Di Franco, 1994
- Zelotes lasalanus Chamberlin, 1928
- Zelotes latreillei (Simon, 1878)
- Zelotes lavus Tucker, 1923
- Zelotes lehavim Levy, 2009
- Zelotes liaoi Platnick & Song, 1986
- Zelotes lichenyensis FitzPatrick, 2007
- Zelotes lightfooti (Purcell, 1907)
- Zelotes limnatis Chatzaki & Russell-Smith, 2017
- Zelotes listeri (Audouin, 1826)
- Zelotes lividus Mello-Leitão, 1943
- Zelotes longestylus Simon, 1914
- Zelotes longinquus (L. Koch, 1866)
- Zelotes longipes (L. Koch, 1866)
- Zelotes lotzi FitzPatrick, 2007
- Zelotes lubumbashi FitzPatrick, 2007
- Zelotes lutorius (Tullgren, 1910)
- Zelotes lymnophilus Chamberlin, 1936
- Zelotes maccaricus Di Franco, 1998
- Zelotes maindroni (Simon, 1905)
- Zelotes mandae Tikader & Gajbe, 1979
- Zelotes mandlaensis Tikader & Gajbe, 1976
- Zelotes manius (Simon, 1878)
- Zelotes manzae (Strand, 1908)
- Zelotes mashonus FitzPatrick, 2007
- Zelotes matobensis FitzPatrick, 2007
- Zelotes mayanus Chamberlin & Ivie, 1938
- Zelotes mazumbai FitzPatrick, 2007
- Zelotes mediocris (Kulczyński, 1901)
- Zelotes meinsohni Denis, 1954
- Zelotes meronensis Levy, 1998
- Zelotes mesa Platnick & Shadab, 1983
- Zelotes messinai Di Franco, 1995
- Zelotes metellus Roewer, 1928
- Zelotes mikhailovi Marusik, 1995
- Zelotes minous Chatzaki, 2003
- Zelotes miramar Platnick & Shadab, 1983
- Zelotes mkomazi FitzPatrick, 2007
- Zelotes moestus (O. Pickard-Cambridge, 1898)
- Zelotes monachus Chamberlin, 1924
- Zelotes monodens Chamberlin, 1936
- Zelotes mosioatunya FitzPatrick, 2007
- Zelotes muizenbergensis FitzPatrick, 2007
- Zelotes mulanjensis FitzPatrick, 2007
- Zelotes mundus (Kulczyński, 1897)
- Zelotes murcidus Simon, 1914
- Zelotes murphyorum FitzPatrick, 2007
- Zelotes musapi FitzPatrick, 2007
- Zelotes nainitalensis Tikader & Gajbe, 1976
- Zelotes naliniae Tikader & Gajbe, 1979
- Zelotes namaquus FitzPatrick, 2007
- Zelotes namibensis FitzPatrick, 2007
- Zelotes nannodes Chamberlin, 1936
- Zelotes naphthalii Levy, 2009
- Zelotes nasikensis Tikader & Gajbe, 1976
- Zelotes natalensis Tucker, 1923
- Zelotes ngomensis FitzPatrick, 2007
- Zelotes nilgirinus Reimoser, 1934
- Zelotes nishikawai Kamura, 2010
- Zelotes nyathii FitzPatrick, 2007
- Zelotes oblongus (C. L. Koch, 1833)
- Zelotes ocala Platnick & Shadab, 1983
- Zelotes occidentalis Melic, 2014
- Zelotes occultus Tuneva & Esyunin, 2003
- Zelotes olympi (Kulczyński, 1903)
- Zelotes orenburgensis Tuneva & Esyunin, 2003
- Zelotes oryx (Simon, 1880)
- Zelotes otavi FitzPatrick, 2007
- Zelotes ovambensis Lawrence, 1927
- Zelotes ovtsharenkoi Zhang & Song, 2001
- Zelotes pakistaniensis Butt & Beg, 2004
- Zelotes pallidipes Tucker, 1923
- Zelotes paradderet Levy, 2009
- Zelotes paraegregius Wunderlich, 2012
- Zelotes paranaensis Mello-Leitão, 1947
- Zelotes parascrutatus Levy, 1998
- Zelotes paroculus Simon, 1914
- Zelotes pediculatoides Senglet, 2011
- Zelotes pediculatus Marinaro, 1967
- Zelotes pedimaculosus Tucker, 1923
- Zelotes perditus Chamberlin, 1922
- Zelotes petrensis (C. L. Koch, 1839)
- Zelotes petrophilus Chamberlin, 1936
- Zelotes pexus (Simon, 1885)
- Zelotes piceus (Kroneberg, 1875)
- Zelotes piercy Platnick & Shadab, 1983
- Zelotes pinos Platnick & Shadab, 1983
- Zelotes planiger Roewer, 1961
- Zelotes plumiger (L. Koch, 1882)
- Zelotes pluridentatus Marinaro, 1967
- Zelotes poecilochroaeformis Denis, 1937
- Zelotes poonaensis Tikader & Gajbe, 1976
- Zelotes potanini Schenkel, 1963
- Zelotes prishutovae Ponomarev & Tsvetkov, 2006
- Zelotes pseudoapricorum Schenkel, 1963
- Zelotes pseudogallicus Ponomarev, 2007
- Zelotes pseudopusillus Caporiacco, 1934
- Zelotes pseustes Chamberlin, 1922
- Zelotes pulchellus Butt & Beg, 2004
- Zelotes pulchripes (Purcell, 1908)
- Zelotes pullus (Bryant, 1936)
- Zelotes puritanus Chamberlin, 1922
- Zelotes pyrenaeus Di Franco & Blick, 2003
- Zelotes quadridentatus (Strand, 1906)
- Zelotes quipungo FitzPatrick, 2007
- Zelotes qwabergensis FitzPatrick, 2007
- Zelotes radiatus Lawrence, 1928
- Zelotes rainier Platnick & Shadab, 1983
- Zelotes reduncus (Purcell, 1907)
- Zelotes reimoseri Roewer, 1951
- Zelotes remyi Denis, 1954
- Zelotes resolution FitzPatrick, 2007
- Zelotes rinske van Helsdingen, 2012
- Zelotes rothschildi (Simon, 1909)
- Zelotes rufi Esyunin & Efimik, 1997
- Zelotes rugege FitzPatrick, 2007
- Zelotes rungwensis FitzPatrick, 2007
- Zelotes ryukyuensis Kamura, 1999
- Zelotes sajali Tikader & Gajbe, 1979
- Zelotes sanmen Platnick & Song, 1986
- Zelotes santos Platnick & Shadab, 1983
- Zelotes sarawakensis (Thorell, 1890)
- Zelotes sardus (Canestrini, 1873)
- Zelotes sataraensis Tikader & Gajbe, 1979
- Zelotes sclateri Tucker, 1923
- Zelotes scrutatus (O. Pickard-Cambridge, 1872)
- Zelotes segrex (Simon, 1878)
- Zelotes serratus Wunderlich, 2011
- Zelotes shabae FitzPatrick, 2007
- Zelotes shaked Levy, 1998
- Zelotes shantae Tikader, 1982
- Zelotes siculus (Simon, 1878)
- Zelotes similis (Kulczyński, 1887)
- Zelotes sindi Caporiacco, 1934
- Zelotes singroboensis Jézéquel, 1965
- Zelotes siyabonga FitzPatrick, 2007
- Zelotes skinnerensis Platnick & Prentice, 1999
- Zelotes somaliensis FitzPatrick, 2007
- Zelotes songus FitzPatrick, 2007
- Zelotes soulouensis FitzPatrick, 2007
- Zelotes spadix (L. Koch, 1866)
- Zelotes spilosus Yin, 2012
- Zelotes spinulosus Denis, 1958
- Zelotes stolidus (Simon, 1880)
- Zelotes strandi (Nosek, 1905)
- Zelotes subaeneus (Simon, 1886)
- Zelotes subterraneus (C. L. Koch, 1833)
- Zelotes sula Lowrie & Gertsch, 1955
- Zelotes surekhae Tikader & Gajbe, 1976
- Zelotes swelus FitzPatrick, 2007
- Zelotes talpa Platnick & Shadab, 1983
- Zelotes talpinus (L. Koch, 1872)
- Zelotes tambaramensis Caleb & Mathai, 2013
- Zelotes tarsalis Fage, 1929
- Zelotes tendererus FitzPatrick, 2007
- Zelotes tenuis (L. Koch, 1866)
- Zelotes tetramamillatus (Caporiacco, 1947)
- Zelotes thorelli Simon, 1914
- Zelotes tongdao Yin, Bao & Zhang, 1999
- Zelotes tortuosus Kamura, 1987
- Zelotes tragicus (O. Pickard-Cambridge, 1872)
- Zelotes trimaculatus Mello-Leitão, 1930
- Zelotes tristis (Thorell, 1871)
- Zelotes tropicalis FitzPatrick, 2007
- Zelotes tsaii Platnick & Song, 1986
- Zelotes tuckeri Roewer, 1951
- Zelotes tulare Platnick & Shadab, 1983
- Zelotes tuobus Chamberlin, 1919
- Zelotes turanicus Charitonov, 1946
- Zelotes turcicus Seyyar, Demir & Aktaş, 2010
- Zelotes ubicki Platnick & Shadab, 1983
- Zelotes uniformis Mello-Leitão, 1941
- Zelotes union Platnick & Shadab, 1983
- Zelotes univittatus (Simon, 1897)
- Zelotes uquathus FitzPatrick, 2007
- Zelotes uronesae Melic, 2014
- Zelotes vespertinus (Thorell, 1875)
- Zelotes vikela FitzPatrick, 2007
- Zelotes viola Platnick & Shadab, 1983
- Zelotes viveki Gajbe, 2005
- Zelotes wallacei Melic, Silva & Barrientos, 2016
- Zelotes wuchangensis Schenkel, 1963
- Zelotes wunderlichi Blick, 2017
- Zelotes xerophilus Levy, 1998
- Zelotes xiaoi Yin, Bao & Zhang, 1999
- Zelotes yani Yin, Bao & Zhang, 1999
- Zelotes yinae Platnick & Song, 1986
- Zelotes yogeshi Gajbe, 2005
- Zelotes yosemite Platnick & Shadab, 1983
- Zelotes zekharya Levy, 2009
- Zelotes zellensis Grimm, 1982
- Zelotes zephyrus Kamura, 1999
- Zelotes zhaoi Platnick & Song, 1986
- Zelotes zhengi Platnick & Song, 1986
- Zelotes zhui Yang & Tang, 2003
- Zelotes zin Levy, 1998
- Zelotes zonognathus (Purcell, 1907)

### Fòssils
Segons el World Spider Catalog versió 19.0 (2018), existeixen les següents espècies fòssils:
- †Zelotes concinna (C. L. Koch & Berendt, 1854)
- †Zelotes mundula (C. L. Koch & Berendt, 1854)
- †Zelotes regalis (C. L. Koch & Berendt, 1854)